# زينو غونينتش
زينو غونينتش (بالتركية: Zeyno Günenç)‏ هي ممثلة تركية ولدت في يوم 22 حزيران 1967 في إزميد في تركيا. مثلت في عدة مسلسلات وأفلام ومسرحيات ومنها مسلسل الإنتقام الحلو في سنة 2016.